# Nature Boy
Nature Boy ist ein Popsong von Eden Ahbez, der 1948 veröffentlicht wurde. Interpret Nat King Cole landete damit einen Nummer-eins-Hit in den Vereinigten Staaten. Die Ballade entwickelte sich auch zum Jazzstandard.

## Aufbau und Struktur des Songs
Der Titel des Liedes basiert auf einer phantasievollen Geschichte von Robert Bootzin („Gypsy Boots“), eines Freundes von Ahbez. Die Erzählung handelt von einem Jungen, der weit umherreist, nur um letzten Endes festzustellen, dass „zu lieben und geliebt zu werden“ das „größte Geschenk“ sei.
Die rhapsodische Melodie ist in der Liedform ABAB gehalten. Das Eingangsmotiv wirkt mit seinem Oktavsprung nach oben und dem folgenden gebrochenen e-moll-Akkord nach unten in der Kombination mit der chromatischen Tonfolge der Takte 5 bis 7 schwermütig. Erst im Zwischenspiel wird der Walzertakt deutlich. Vermutlich baut die Komposition auf dem jiddischen Lied Shvayg, mayn Harts (1935) von Hermann Yablokoff (1903–1981) auf, was später zu gerichtlichen Auseinandersetzungen mit den Rechteinhabern führte, die jedoch mit einem außergerichtlichen Vergleich endeten.

## Erste Einspielung
Ahbez wollte den Song Cole präsentieren, als dieser in Los Angeles mit seinem Trio auftrat. Doch dieser nahm das Manuskript nicht selbst entgegen, da er Amateuren, die ihm ihre Lieder anboten, aus dem Weg ging. Ahbez übergab Noten und Text auf einem zerknüllten Zettel einem Saaldiener; Cole sah sich den Song einige Tage später an und erkannte sein Potential. Cole war auf der Suche nach einem Song, mit dem er die in den Vereinigten Staaten nach dem Zweiten Weltkrieg verstärkten pro-jüdischen Gefühle befriedigen konnte. Daher probierte er den Song in seinen Konzertprogrammen aus, wo er sehr erfolgreich war und auch Irving Berlin dazu riet, den Song zu kaufen. Cole wollte den Song aufnehmen, doch der Text mit seiner Natur-Mystik war der Plattenfirma Capitol Records zunächst zu „subtil“, so dass sie von einer Veröffentlichung Abstand nahm.
In einem Arrangement von Frank De Vol nahm Cole Nature Boy am 22. August 1947 auf. Auf Wogen von leicht arabesken Streichern, Flöten und Hörnern sang er den Song in einem Rubato. Der Aufnahmetermin war nur wenige Tage, bevor der zweite recording ban in Kraft trat. Aufgrund des Aufnahmeboykotts erschien die Einspielung dann doch als eine B-Seite, weil die Plattenfirma keine anderen Neuaufnahmen von Cole mit Streichern hatte. Der Song (so Gunther Schuller)

“[…] became an overnight million-seller hit. Despite its astonishing commercial success, the performance is also an artistic success in its field and a credit to all participants, not least of all Cole, who sang with an unforgettable poignancy and warmth.”

„[…] verkaufte sich über Nacht millionenfach. Ihrem erstaunlichen kommerziellen Erfolg zum Trotz ist die Darbietung in ihrem Kontext auch künstlerisch erfolgreich und gereicht allen Beteiligten zur Ehre, nicht zuletzt Cole, der mit unvergesslicher Eindringlichkeit und Wärme sang.“

## Wirkungsgeschichte
Achtzehn Wochen lang führte Coles Version 1948 die amerikanische Hitparade an. Bereits im Frühjahr 1948 sang auch Frank Sinatra den Song, konnte aber, behindert durch den recording ban, keine großorchestrale Version aufnehmen. Wie auch Sarah Vaughan und Dick Haymes konnte aber auch er seine Version erfolgreich in den amerikanischen Charts platzieren:
- Frank Sinatra (1948, #7)
- Sarah Vaughan (1948, #9)
- Dick Haymes (1948, #11)

Der Song dominierte 1948 die amerikanische Popularmusik. Ein halbes Jahr nach der Erstveröffentlichung durch Cole hieß es in der Presse, dass die sentimentale Melodie und der Text, der von den Wundern der Liebe zweier Menschen erzählt, „eine so melancholisierende Wirkung“ hätten, dass dadurch „bereits drei Frauen und vier Männer zum Selbstmord veranlaßt“ worden seien.

### Entwicklung zum Jazzstandard
Bereits 1948 nahm Svend Asmussen, im Folgejahr Django Reinhardt mit Stéphane Grappelli den Song als Instrumental auf. Zahlreiche Jazzvokalisten interpretierten den Song in der Folge, etwa Ella Fitzgerald, Monica Zetterlund, Greetje Kauffeld, Abbey Lincoln, Karrin Allyson, Johnny Hartman, Kurt Elling oder die Singers Unlimited. Eine auf Initiative von Charles Mingus entstandene Aufnahme von Miles Davis 1955 für Debut Records markierte „den Durchbruch in den modernen Jazz“ (Hans-Jürgen Schaal). Es folgten Einspielungen von Teddy Charles mit seinem Tentett und weiteren Vibraphonisten, insbesondere von Milt Jackson und Terry Gibbs. John Coltrane spielte an seinem Übergang in den Free Jazz im Jahr 1965 den Song gleich dreimal ein, wobei das Thema jeweils rubato vorgestellt wird. „Der wild-energetische Improvisations-Teil dagegen besitzt rhythmischen Drive“, wobei Schlagzeuger Elvin Jones im 10/8-Takt spielt. Andere Saxophonisten wie Zoot Sims, Art Pepper, Ike Quebec (im Duo mit Milt Hinton), Barney Wilen oder Flip Phillips haben im Vergleich hierzu konventionelle Versionen vorgelegt.

### Verwendung als Filmmusik
Nature Boy war das Hauptthema des Films Der Junge mit den grünen Haaren (The Boy with Green Hair) aus dem Jahr 1948. Des Weiteren wurde er in Filmen wie Untamed Heart aus dem Jahr 1993, Moulin Rouge! und Angel Eyes (beide 2001) und Die Ausgrabung (2021) verwendet.

### Wrestling
Das Lied inspirierte den Wrestlingpromoter Jack Pfefer, dem Wrestler Buddy Rogers den Beinamen Nature Boy zu verpassen. Später folgten Ric Flair, Stan Lane und Buddy Landel als weitere Wrestler mit diesem Beinamen.

## Coverversionen
- Aurora
- Ayọ
- Rüdiger Baldauf
- George Benson
- Stefano Bollani Trio
- Pat Boone
- David Bowie
- James Brown
- Gandalf
- Nick Cave & The Bad Seeds
- Cher
- Peter Cincotti
- Avishai Cohen
- Nat King Cole
- John Coltrane
- Harry Connick Jr
- Jamie Cullum
- Bobby Darin
- Miles Davis
- Jelle de Vries
- Céline Dion
- Lisa Ekdahl
- Kurt Elling
- Engelbert
- José Feliciano
- Peter Fessler
- Fila Brazillia
- Chuck Findley
- Ella Fitzgerald & Joe Pass
- Marvin Gaye
- Annie Haslam
- Jon Hassell
- Dick Haymes
- Caroline Henderson
- David J
- Peter Jöback
- Kerli
- Lady Gaga
- Nils Landgren
- John Leguizamo
- Vinícius de Moraes & Toquinho
- Leonard Nimoy
- The New Standards
- Eivør Pálsdóttir
- Gregory Porter
- Enrico Rava & Ran Blake
- Demis Roussos
- Daniel Schmahl
- Frank Sinatra
- Grace Slick & The Great Society
- Swing Out Sister
- Big Star
- Toni Tennille
- The Real Group
- AKIO
- Sarah Vaughan
- Caetano Veloso
- Chris Whitley
- Aziza Mustafa Zadeh
- Stefan Gwildis
- Jan Johansson
- Rick Astley